# Tiger farkasfalka
A Tiger farkasfalka a Kriegsmarine tengeralattjárókból álló második világháborús támadóegysége volt, amely összehangoltan tevékenykedett 1942. szeptember 26. és szeptember 30. között az Atlanti-óceán északi felének középső részén. A Tiger (Tigris) farkasfalka 17 búvárhajóból állt. Egy hajót sem süllyesztettek el, de egységet sem vesztettek.

## A farkasfalka tengeralattjárói
| A hajó száma | Parancsnoka              | Részvétel kezdete    | Részvétel vége       |
| ------------ | ------------------------ | -------------------- | -------------------- |
| U–221        | Hans-Hartwig Trojer      | 1942. szeptember 26. | 1942. szeptember 30. |
| U–258        | Wilhelm von Mässenhausen | 1942. szeptember 26. | 1942. szeptember 30. |
| U–260        | Hubertus Purkhold        | 1942. szeptember 26. | 1942. szeptember 30. |
| U–356        | Georg Wallas             | 1942. szeptember 26. | 1942. szeptember 30. |
| U–407        | Ernst-Ulrich Brüller     | 1942. szeptember 26. | 1942. szeptember 28. |
| U–410        | Kurt Sturm               | 1942. szeptember 26. | 1942. szeptember 29. |
| U–437        | Werner-Karl Schulz       | 1942. szeptember 26. | 1942. szeptember 30. |
| U–575        | Günther Heydemann        | 1942. szeptember 26. | 1942. szeptember 27. |
| U–582        | Werner Schulte           | 1942. szeptember 26. | 1942. szeptember 30. |
| U–597        | Eberhard Bopst           | 1942. szeptember 26. | 1942. szeptember 30. |
| U–595        | Jürgen Quaet-Faslem      | 1942. szeptember 26. | 1942. szeptember 30. |
| U–599        | Wolfgang Breithaupt      | 1942. szeptember 26. | 1942. szeptember 30. |
| U–607        | Ernst Mengersen          | 1942. szeptember 26. | 1942. szeptember 30. |
| U–615        | Ralph Kapitzky           | 1942. szeptember 26. | 1942. szeptember 30. |
| U–617        | Albrecht Brandi          | 1942. szeptember 26. | 1942. szeptember 30. |
| U–618        | Kurt Baberg              | 1942. szeptember 22. | 1946. szeptember 30. |
| U–755        | Walter Göing             | 1942. szeptember 26. | 1942. szeptember 30. |